# Gugești (gmina)
Gugești – gmina w Rumunii, w okręgu Vrancea. Obejmuje miejscowości Gugești i Oreavu. W 2011 roku liczyła 5942 mieszkańców.